# Richard Mayer (Politiker, 1925)
Richard Mayer (* 22. Juni 1925 in Göllsdorf; † 6. Juni 2016 in Albstadt) war ein deutscher Politiker (SPD). Er war von 1956 bis 1974 Bürgermeister der Gemeinde Aistaig und von 1972 bis 1976 Abgeordneter im Landtag von Baden-Württemberg.

## Leben
Nach dem Besuch des Gymnasiums in Rottweil begann Mayer eine Ausbildung an der Höheren Verwaltungsschule auf Schloss Haigerloch, die er jedoch mit Einberufung zur Wehrmacht 1943 unterbrechen musste. Er nahm als Soldat am Zweiten Weltkrieg teil und geriet zuletzt in französische Gefangenschaft, aus der er Ende 1947 entlassen wurde. Im Anschluss setzte er seine berufliche Ausbildung fort, die er als Diplom-Verwaltungswirt abschloss. Ab 1948 war er als Sachbearbeiter beim Landratsamt Rottweil sowie bei den Stadtverwaltungen in Oberndorf am Neckar und Kirchheim unter Teck tätig.
Mayer trat in die SPD ein. Er wurde im August 1956 sowie erneut im September 1964 zum Bürgermeister der Gemeinde Aistaig gewählt. Das Bürgermeisteramt bekleidete er von Dezember 1956 bis zur Eingemeindung Aistaigs nach Oberndorf am Neckar zur Jahreswende 1974/75. Während seiner Amtszeit war er von 1960 bis 1966 Vorsitzender des Zweckverbandes Wasserversorgung Kleiner Heuberg und von 1968 bis 1975 Vorsitzender des Abwasserverbandes Aistaig. Des Weiteren war er ab 1965 Mitglied des Kreistages im Landkreis Rottweil und dort von 1971 bis 1979 Sprecher der SPD-Fraktion. Darüber hinaus gehörte er von 1972 bis 1976 als Abgeordneter dem baden-württembergischen Landtag an. Im Landesparlament vertrat er das Zweitmandat des Wahlkreises 61 (Rottweil).
Von 1976 bis zu seinem Eintritt in den Ruhestand 1988 war Mayer für die Schramberger Wohnungsbau GmbH tätig, zunächst als kaufmännischer Leiter, ab 1978 als Geschäftsführer.
Richard Mayer war zweimal verheiratet und hatte zwei Kinder. Er lebte zuletzt in Albstadt, wo er im Alter von 90 Jahren starb.